# Nidau-Büren-kanalen
Nidau-Büren-Kanal är en kanal i Schweiz. Den ligger i kantonen Bern, i den centrala delen av landet, 25 km nordväst om huvudstaden Bern. Nidau-Büren-Kanal ligger vid sjön Bielsjön.
Trakten runt Nidau-Büren-Kanal består till största delen av jordbruksmark. Runt Nidau-Büren-Kanal är det ganska tätbefolkat, med 222 invånare per kvadratkilometer.